# Enid (Sagengestalt)
Enid ['enid], auch Enit, ist eine Sagengestalt aus der keltischen Mythologie von Wales. Sie ist die weibliche Hauptfigur der mittelkymrischen Erzählung Gereint fab Erbin („Gereint, Erbins Sohn“), einer der „drei Romanzen“ (Y Tair Rhamant).

## Gereint fab Erbin

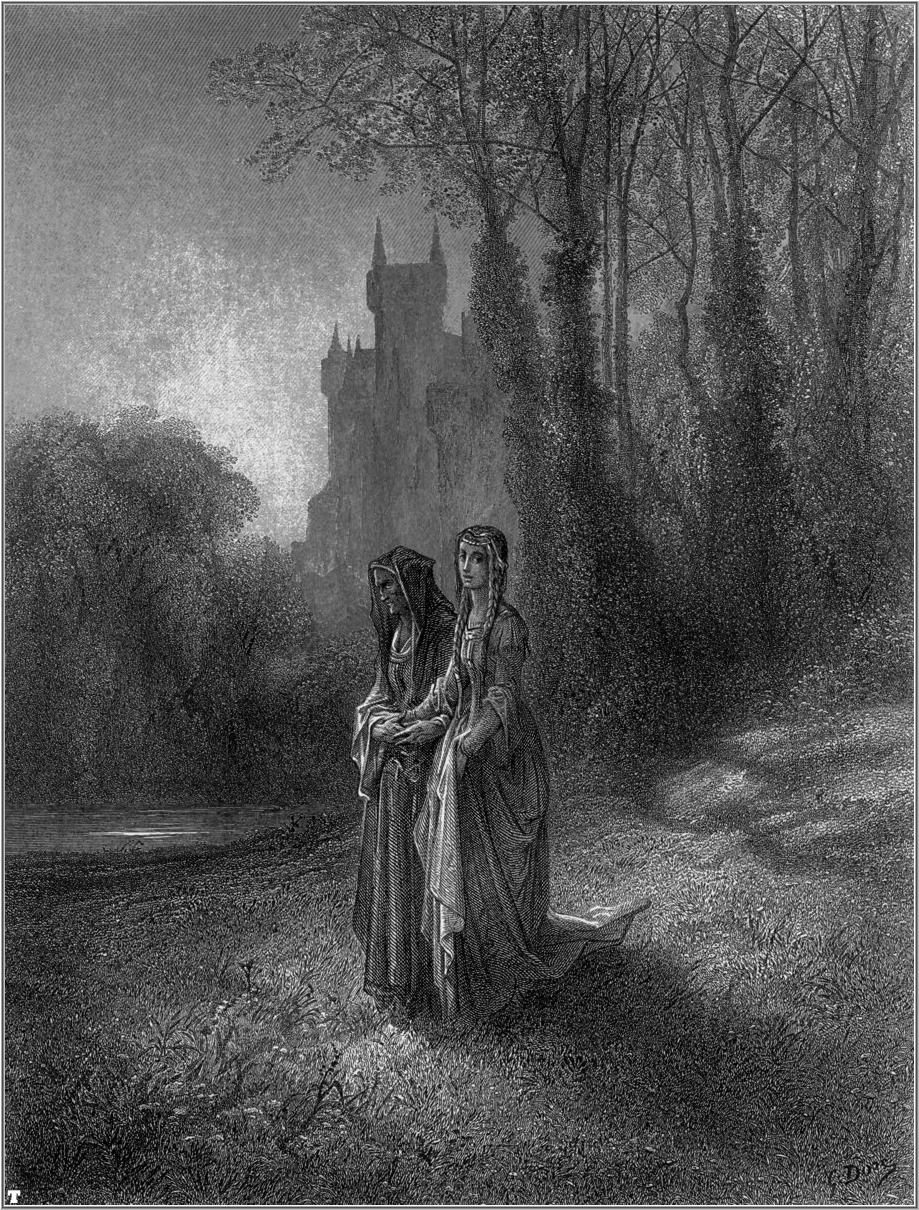
Enid und ihre Mutter
(Gustave Doré, 1878)

Enid ist die Tochter eines verarmten Edelmannes, der dem Ritter Gereint Unterkunft gewährt. Dieser verfolgt den „Ritter mit dem Sperber“, der Gwenhwyfar, der Gattin von König Arthur, und ihm selber einen Schimpf angetan hatte. Beim Betreten der Wohnstätte seines Gastgebers sieht er zum ersten Mal dessen Tochter.
Und zu ihrer [der Mutter] Seite war ein Mädchen, das ein Hemd und einen Mantel trug, der sehr alt war und bereits zu zerschleißen begann. Und er zweifelte nicht, dass er niemals eine Jungfrau gesehen hätte, vollkommener im Übermaß von Schönheit und Gestalt und Liebreiz.
Es gelingt Gereint, seinen Feind zu besiegen und ihn zur Abbitte an den Arthur-Hof zu senden, sowie Enids Vater wieder zu seinem Besitz zu verhelfen. Enid wird daraufhin seine Braut und er führt sie Gwenhwyfar zu, die das Mädchen fürstlich einkleidet und eine feierliche Hochzeitsfeier veranstaltet.
Alle Kleider Gwenhwyfars standen der Jungfrau zur Wahl, und einem jeden, der die Jungfrau so gekleidet sah, bot sie einen schönen und liebreizenden Anblick.
Erst bei der Beschreibung der Hochzeitsnacht nennt der Dichter dieser Erzählung erstmals den Namen Enid. Als Erbin seinen Sohn zu sich ruft, um sein Königreich als Erbe zu übernehmen, reist dieser mit Enid nach Cornwall, wobei ihn Gwalchmei fab Gwyar anfangs unterstützt. Dort verbringt Gereint jedoch die ganze Zeit mit seiner jungen Gattin, so dass alle Untertanen bald wegen der fehlenden Herrschaft murren. Er beginnt, Enid mit seiner grundlosen Eifersucht immer heftiger zu quälen und befiehlt ihr schließlich, als sein stummer Schildknappe mit ihm auf Abenteuer auszuziehen. Obwohl er sie schlecht behandelt, bricht sie immer dann das Schweigegebot, wenn sie von einer Gefahr erfährt, die Gereint droht.
„Herr“, sprach sie, „nur damit du nicht überfallen werdest, tat ich es.“ – „Dann schweig fürderhin davon! Deine Befürchtung berührt mich nicht.“
Gereint kämpft mit vielen Rittern, siegt immer, muss sogar einmal Enid vor einer Entführung retten, bis er schließlich von drei Riesen im Kampf erschlagen wird. Als er auf der Bahre liegt und Graf Limwris Enid gewaltsam bedrängt und wegen ihres Widerstandes ohrfeigt, wacht er bei ihrem Schrei vom Tode auf und spaltet dem Gegner das Haupt. Ein früherer Feind, der zum Freund wurde, Gwiffred petit, der kleine König, nimmt ihn auf und pflegt ihn mit Enids Hilfe gesund. Als Gereint erkennt, wie sehr sie unter seiner Härte gelitten hat und ihn trotzdem noch immer liebt, versöhnt er sich mit ihr.

## Matière de Bretagne
In den Roman-Versionen der Matière de Bretagne trägt Enid bei Chrétien de Troyes in seinem Gedicht Erec et Enide den Namen Enide und bei Hartmann von Aue im Erec Enite.